# رهوة السقايا (يافع)

تعديل مصدري - تعديل

رهوة السقايا هي إحدى قرى عزلة لبعوس بمديرية يافع التابعة لمحافظة لحج، بلغ تعداد سكانها 296 نسمة حسب تعداد اليمن لعام 2004.